# Box, Ekenäs stad

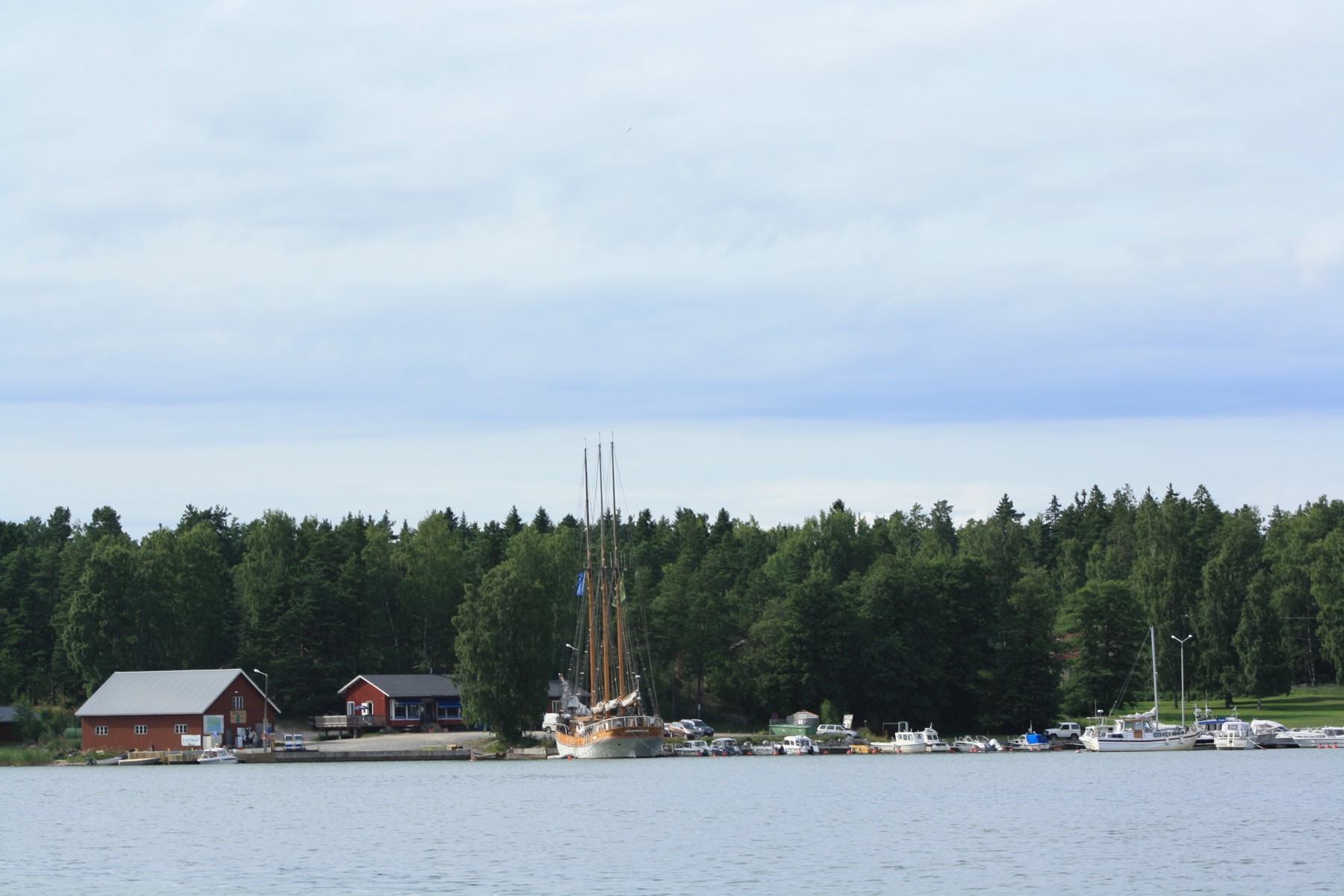
Box ligger vid Boxströmmen

Box är en by i Snappertuna i Raseborgs stad. Box ligger på södra sidan av ön Degerö vid Boxströmmen. Från Box gick tidigare en landsvägsfärja över till Torsö, men då Baggövägen byggdes för gruvan på Jussarö flyttades färjfästet västerut till Skåldö i slutet av 1960-talet[källa behövs]. Box har sedan gammalt varit en viktig ort i södra Snappertuna med skola och affär. Skolan lades ner sommaren 2007